# Ескішехір (провінція)
Ескішехі́р (тур. Eskişehir) — провінція в Туреччині, розташована в регіоні Центральна Анатолія. Столиця — Ескішехір.